# Тибуа, Шота Платонович
Шота Платонович Тибуа (1920—1945) — Гвардии сержант Рабоче-крестьянской Красной Армии, участник Великой Отечественной войны, помощник командира стрелкового взвода 220-го гвардейского Краснознаменного стрелкового полка (79-я гвардейская Запорожская Краснознаменная орденов Суворова и Богдана Хмельницкого стрелковая дивизия, 28-й гвардейский Люблинский Краснознаменный стрелковый корпус, 8-я гвардейская армия, 1-й Белорусский фронт). Герой Советского Союза (1945).

## Биография
Родился 5 сентября 1920 года в селе Чаквинджи (ныне — Зугдидский муниципалитет Грузии). После окончания сельхозтехникума работал агрономом. В 1939 году Тибуа был призван на службу в Рабоче-крестьянскую Красную Армию. С начала Великой Отечественной войны — на её фронтах.
Воевал на Юго-Западном, Сталинградском, снова на Юго-Западном (с 20 октября 1943 года – 3-й Украинский) и 1-м Белорусском фронтах. Принимал участие в оборонительных сражениях 1941 года на юго-западном направлении, Сталинградской битве, Барвенково-Лозовской наступательной операции, Битве за Днепр, Никопольско-Криворожской, Березнеговато-Снигиревской, Одесской и Люблин-Брестской наступательных операциях. В боях дважды был ранен.
К январю 1945 года гвардии сержант Шота Тибуа был помощником командира взвода 220-го гвардейского стрелкового полка 79-й гвардейской стрелковой дивизии 8-й гвардейской армии 1-го Белорусского фронта.
Особо отличился в ходе Варшавско-Познанской наступательной операции. При прорыве обороны противника 14 января 1945 года принял на себя командование взводом. Занял траншею противника, уничтожив при этом две огневые точки и до взвода живой силы врага. В ходе дальнейшего наступления взвод под командованием Ш.П. Тибуа в числе первых 25 января 1945 года форсировал реку Варта в районе города Познань (ныне Великопольское воеводство, Польша), захватил позицию противника, отразил несколько контратак и удержал захваченный рубеж до похода подкрепления. За этот подвиг командир 220 гвардейского стрелкового Краснозамённого полка
гвардии полковник Шейкин представил к званию Героя Советского Союза.
Из наградного листа на Ш.П.Тибуа:

«В боях при прорыве обороны противника на плацдарме левого берега реки Висла 14.01.45 г., когда выбыл из строя к-р взвода, тов. Тибуа принял на себя командование взводом и, несмотря на сильный минометный и пулеметный огонь противника, совместно со своим взводом первым ворвался в траншею противника и огнем своего взвода уничтожил 25 немецких солдат и офицеров, ручными гранатами уничтожил две огневых точки с прислугой противника.
25 января 1945 года одним из первых форсировал реку Варта и, перейдя в наступление на подступах к населенному пункту, огнем своего взвода отбил несколько контратак противника, уничтожил 35 немецких солдат и офицеров и 5 взял в плен. Кроме того, уничтожил один станковый пулемет противника. Ворвавшись в населенный пункт, уничтожил взводом один ручной пулемет и один крупнокалиберный пулемет противника, закрепился в нем и удержал до подхода подразделений полка, чем обеспечил выполнение поставленной полку боевой задачи.
Представляется к присвоению звания «Герой Советского Союза».
Командир 220 гвардейского стрелкового Краснозамённого полка
гвардии полковник Шейкин

29 января 1945 года»— Наградной лист на Ш. П. Тибуа
Указом Президиума Верховного Совета СССР от 24 марта 1945 года гвардии сержант Шота Тибуа посмертно был удостоен высокого звания Героя Советского Союза.
8 февраля 1945 года Ш. П. Тибуа погиб в бою. Похоронен на воинском кладбище в населенном пункте Райтвейн, округ Франкфурт-на-Одере, земля Бранденбург, Германия.

## Награды и звания
- медаль «Золотая Звезда»[2];
- орден Ленина[2],

- орден Славы III степени (приказ командира 79-й гвардейской стрелковой дивизии № 111/н от 16 февраля 1945 года)[3];
- медаль «За оборону Сталинграда» (Указ Президиума Верховного Совета СССР от 22 декабря 1942 года)[4];
- другие медали СССР.

## Память
- В честь Тибуа названа школа и установлен бюст в Чаквинджи.
- Его имя увековечено в Главном Храме Вооружённых сил России, и навсегда запечатлено на мемориале «Дорога памяти»